# 杯石蛏
杯石蛏（学名：Lithophaga calyculatus），是贻贝目壳菜蛤科石蜊属的一种。主要分布于中国廣東、海南島、西沙群島，常栖息在潮间带的珊瑚礁中。